# Giardino dei Tarocchi

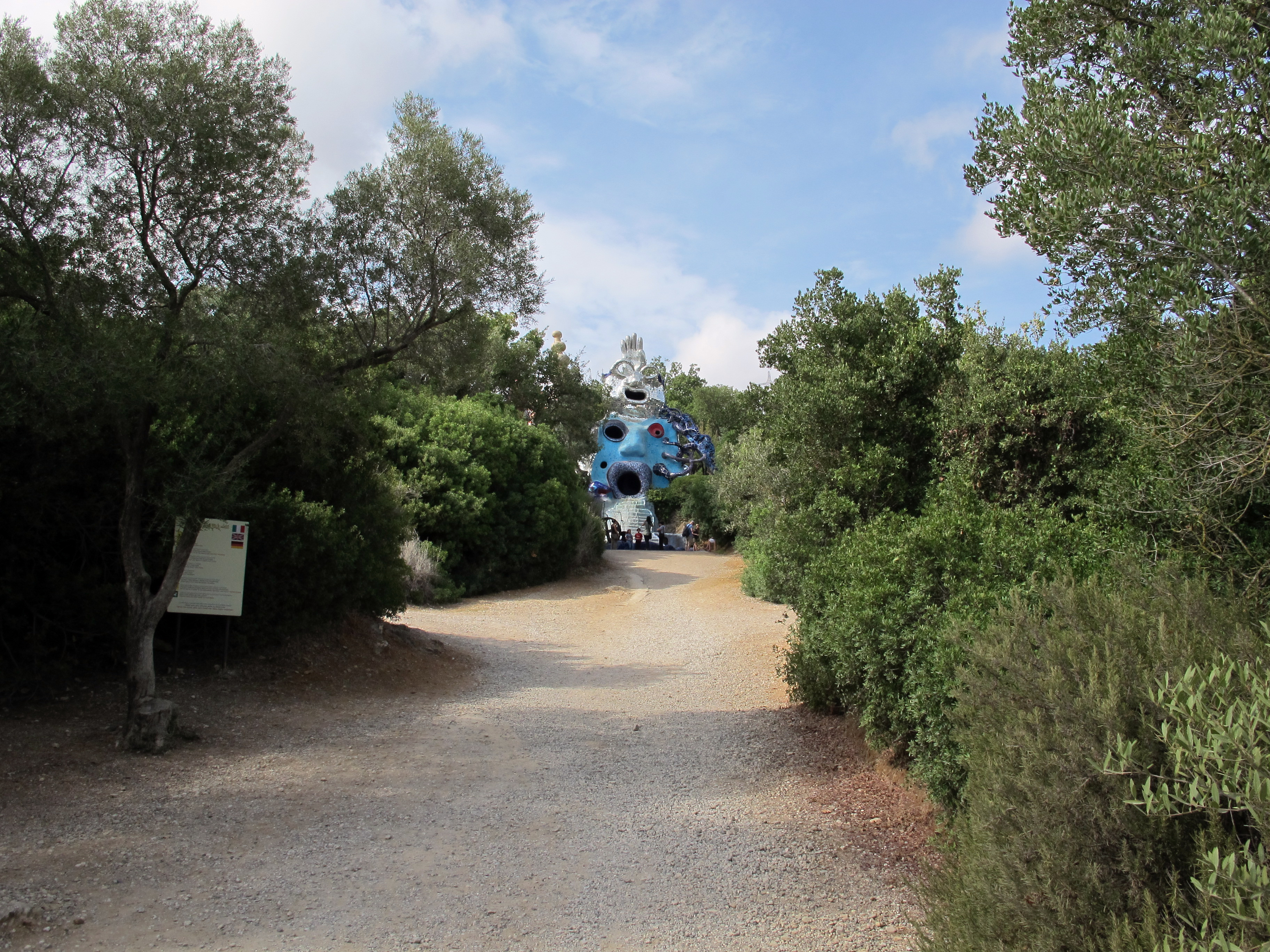
Giardino dei Tarocchi, Tarotträdgården

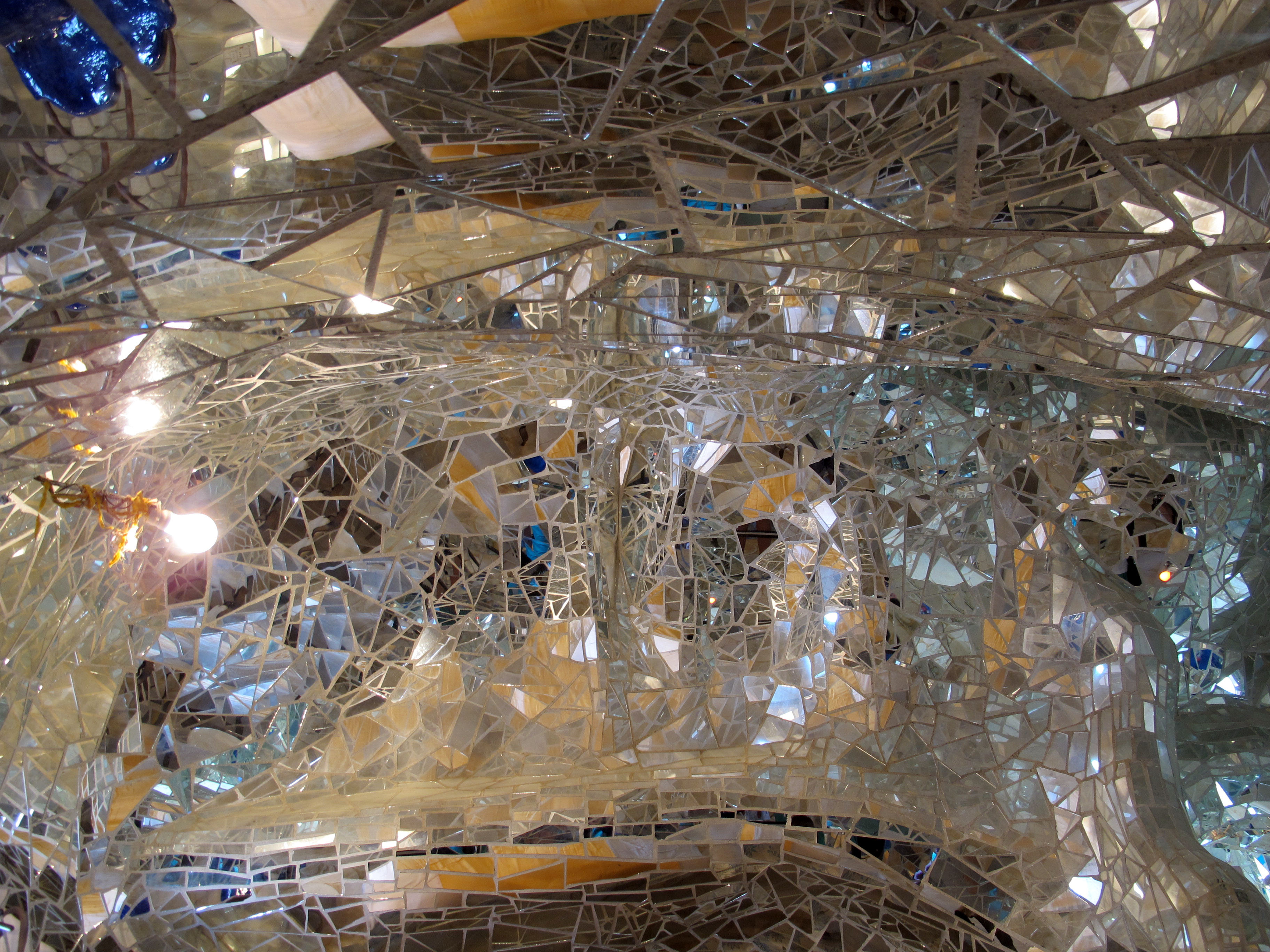
Mosaik

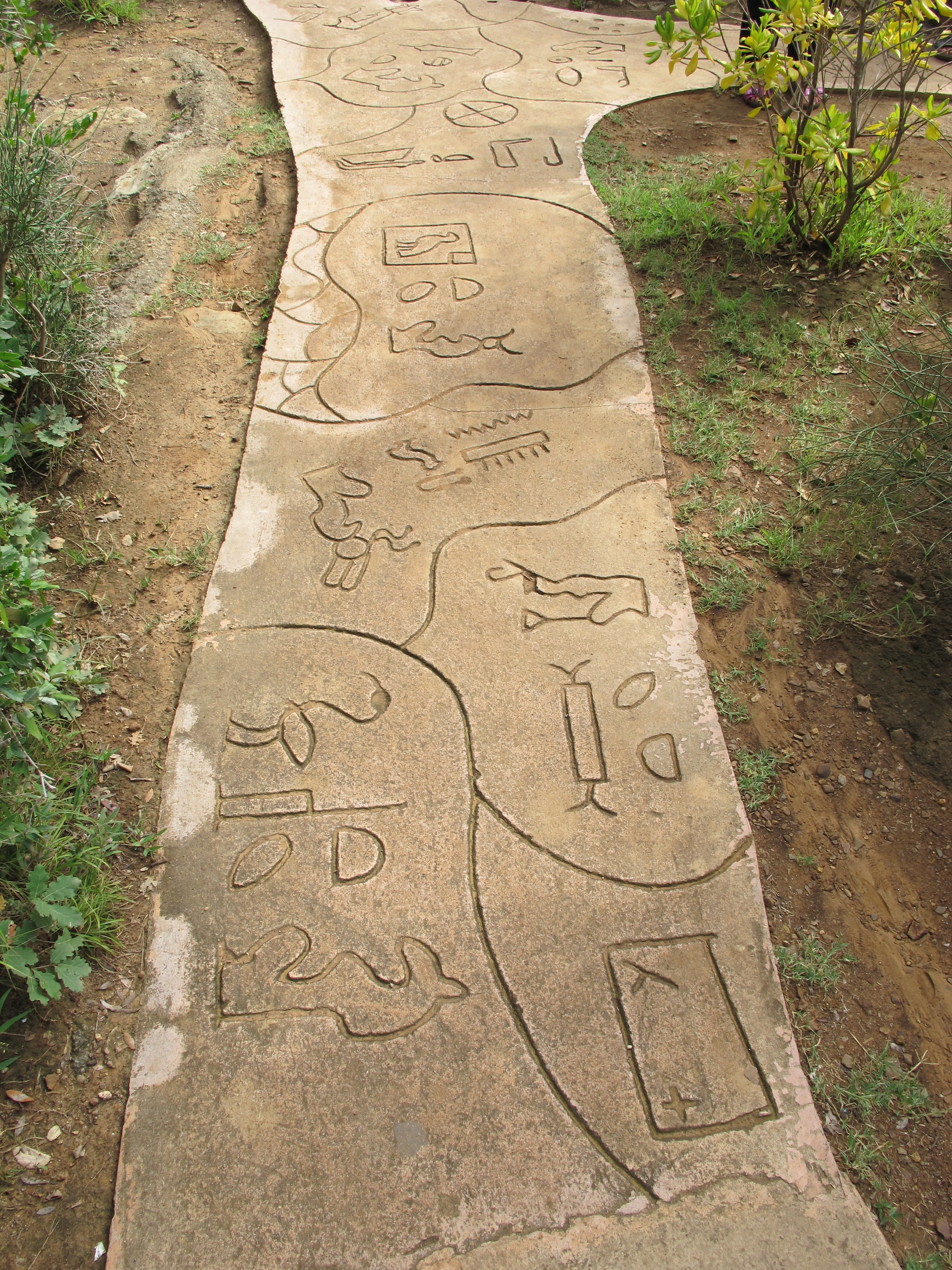
Gångstig

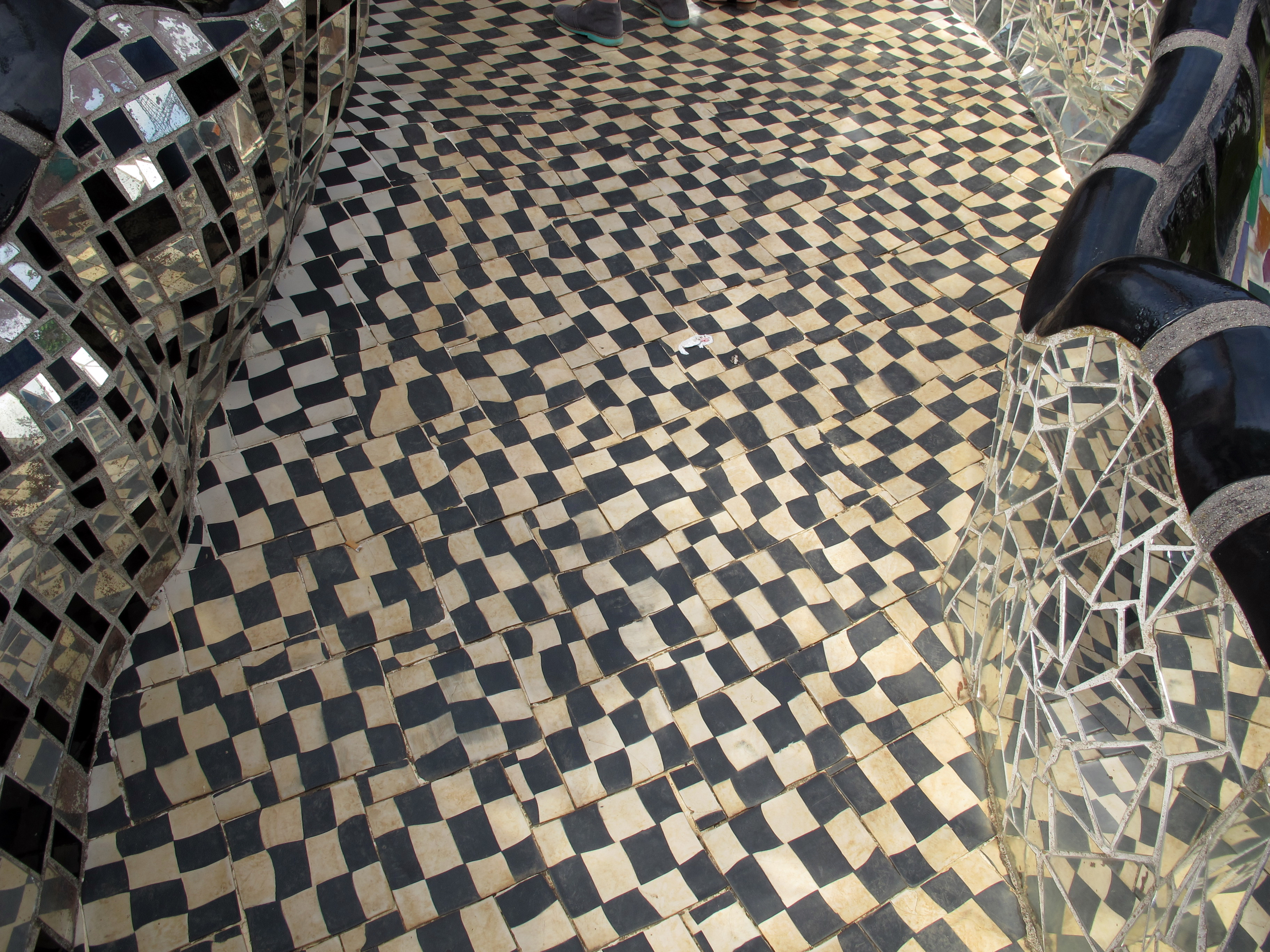
Mönster

Giardino dei Tarocchi (svenska: Tarotträdgården) är en skulpturpark i Pescia Fiorentina, en frazione av kommunen Capalbio, 6 mil söder om staden Grosseto i Toscana. 

## Utformare
Giardino dei Tarocchi utformades av den fransk-amerikanska skulptören Niki de Saint Phalle åren 1979-1993, inledningsvis tillsammans med hennes make Jean Tinguely. Sedan 15 mars 1998 är hennes grönskande trädgård bland toskanska kullar tillgänglig för allmänheten sommartid.

## Impulsgivare
Niki de Saint Phalle förverkligade genom denna park en dröm hon haft under hela sin yrkeskarriär. Den var tidigt inspirerad av den spanska jugendanläggningen Parc Güell i Barcelona och av den italienska manieristiska trädgården Sacro Bosco i Bomarzo, men även av sådan särlingskonst som Watts Towers i Los Angeles och Palais idéal i Hauterives.

## Figurerna
Trädgården har en esoterisk prägel. 22 stora figurer, vilka alla tillsammans utgör tarotkortlekens symboliskt laddade arcana major, är utplacerade. 
- Magikern (med handen täckt av speglar; insidan av huvudet målades av den brittiske konstnären Alan Davie).
- Översteprästinnan (hyllning till Sacro Bosco). Med Lyckans hjul i mitten av en bassäng och dess vattenstrålar.
- Styrka (en kvinnogestalt behärskar en drakes brutala styrka).
- Solen (en fågel sitter på ett valv).
- Döden (rider en häst).
- Djävulen, Världen, Narren
- Den hängde (belägen inuti livets träd).
- Rättvisa (en kvinnogestalt med sin motsats orättvisan som en maskin innesluten i sig).
- De älskande (Adam och Eva på picknick).
- Eremiten, Tornet
- Kejsaren (tar emot inuti ett slott).
- Översteprästen (sinnebilden för "vällust", en fontän med kvinnor lekande i vattnet).
- Kejsarinnan (vars innandöme är en fullt möblerad lägenhet - det var här Niki levde och arbetade under skapandet av trädgården).
- Vagnen, Stjärnan, Yttersta domen.
- Månen och Måttlighet.

## Utformande
En grupp lokala konstnärer hjälpte till med tillverkningen. Det handlar om imponerande, färgglada skulpturer, upp till 15 meter höga i vissa fall och täckta av keramik i olika färger, spegelmosaik och värdefullt glas. En del av dem är möjliga att gå in i. Skulpturerna tillverkades i betong, med inre strukturer av järn i olika tjocklek, flätade för hand och hopsvetsade. Den slutgiltiga formen tillfogades med sprutbetong.
En mur gjord i porös tuff omger parken. Arkitekt Mario Botta ritade ingången i form av en valvbåge.
I enlighet med konstnärens önskan gjordes anläggningen om till en stiftelse. Fondazione Il Giardino dei Tarocchi är en privat stiftelse, inrättad för att driva och sköta om platsen.